# 21gy busz (Budapest)
A budapesti 21-es (gyors 21-es) jelzésű autóbusz a Moszkva tér (Várfok utca) és a Svábhegy, Fogaskerekű-állomás között közlekedett. A viszonylatot a Budapesti Közlekedési Zrt. üzemeltette.

## Története
1983. március 1-jén új járat indult 21-es jelzéssel a Moszkva tértől a Szabadság-hegyig (mai Svábhegy), mely több megállóban állt meg, mint az eddig itt közlekedő J jelzésű gyorsjárat. 1988. július 1-jén a J busz megszűnésével egy időben, a 21-est a Normafáig hosszabbították. 1996. március 1-jén felső végállomását újra a svábhegyi Fogaskerekű-megállóhoz helyezték át. 2008. augusztus 19-én üzemzárással megszűnt, 21-étől 190-es jelzéssel közlekedett.

## Útvonala
| Svábhegy, Fogaskerekű-állomás felé | Moszkva tér (Várfok utca) felé |
| --- | --- |
| Moszkva tér (Várfok utca) vá. – Csaba utca – Krisztina körút – Magyar jakobinusok tere – Alkotás utca – Nagyenyed utca – Istenhegyi út – Szent Orbán tér – Istenhegyi út – Költő utca – Diana utca – Hollós út – Svábhegy, Fogaskerekű-állomás vá. | Svábhegy, Fogaskerekű-állomás vá. – Hollós út – Mátyás király utca – Költő utca – Istenhegyi út – Szent Orbán tér – Istenhegyi út – Nagyenyed utca – Alkotás utca – Magyar jakobinusok tere – Krisztina körút – Vérmező út – Moszkva tér (Várfok utca) vá. |

## Megállóhelyei
Az átszállási kapcsolatok között az azonos megállókat érintő 21-es és 90-es buszok nincsenek feltüntetve.
| 0  | Moszkva tér (Várfok utca) végállomás     | 13 | 5, 10, 22, 22, 28, 39, 49, 56, 110, 128, 156, 158 4, 6, 18, 56, 59, 61 |
| 3  | Déli pályaudvar                          | 11 | 39, 102, 139 18, 59, 61 Budapest-Déli                                  |
| 6  | Szent Orbán tér                          | 8  | 102, 112                                                               |
| 8  | Pethényi út                              | 6  |                                                                        |
| 9  | Nógrádi utca                             | 5  |                                                                        |
| 10 | Óra út                                   | 4  |                                                                        |
| 11 | Istenhegyi lépcső (↓) Lóránt út (↑)      | 4  |                                                                        |
| 12 | Adonisz utca                             | 3  | Fogaskerekű                                                            |
| 13 | Költő utca                               | 2  | Fogaskerekű                                                            |
| 14 | Svábhegy, Fogaskerekű-állomás            | ∫  | Fogaskerekű                                                            |
| 15 | Svábhegy, Fogaskerekű-állomás végállomás | 0  | Fogaskerekű                                                            |